# Helmut Kleiböhmer
Helmut Kleiböhmer (* 7. September 1915 in Holzwickede; † 6. März 1998 in Unna) war ein deutscher Lehrer und Heimatforscher.

## Leben und Wirken
Helmut Kleiböhmer wurde am 7. September 1915 in Holzwickede (Kreis Unna) geboren. Nach dortiger Schulzeit und Ausbildung folgten im Zweiten Weltkrieg Wehrdienst und Kriegsgefangenschaft. Danach absolvierte er in Unna-Königsborn eine Ausbildung zum Volksschullehrer und schloss diese mit der Examensarbeit Heimaterlebnisse als Unterrichtsgrundlage ab. Nach Erstanstellungen in Castrop-Rauxel und Dortmund-Husen folgte 1954 bis 1959 seine Tätigkeit an der Harkort-Schule in Unna-Königsborn. 
1959 wurde Kleiböhmer zum Leiter der Volksschule in Billmerich berufen. Hier begann er sich nebenamtlich mit der Geschichte des Bergbaus zu widmen, vornehmlich im Gebiet der Gemeinde Holzwickede. Auf seiner Initiative hin wurde 1987 der „Arbeitskreis Unna im Förderverein Bergbauhistorischer Stätten Ruhrrevier e. V.“ gegründet. 
Am 8. April 1967 legte Kleiböhmer den Grundstein für die heutige Liedbachschule in Billmerich, deren Konzept er erstellte und deren erster Hauptlehrer er war. 1968 wechselte er in die Schulleitung der Nicolai-Schule in Unna, die er bis zu seiner Pensionierung 1978 leitete. 
1972 wurde er zum ersten Kreisheimatpfleger des Kreises Unna gewählt. Er bekleidete dieses Ehrenamt des Westfälischen Heimatbundes bis 1987. Durch Kleiböhmers Initiativen wurden in zahlreichen Orten im Kreisgebiet Heimatvereine gegründet und vernetzt, so beispielsweise der Heimatverein Frömern. Überdies führte er die sogenannten Kreisrundfahrten ein, mit denen Neu- und auch Altbürgern besonders nach der kommunalen Gebietsreform 1975 die Kultur- und Geschichtsstätten des Kreises Unna nähergebracht wurden. 
Im Juli 1981 war Kleiböhmer Gründungsmitglied des Kreisverbandes Unna Natur und Umwelt (KUNU), der sich als Dachverband der Organisationen des Natur- und Umweltschutzes und der Heimatpflege im Kreis Unna verstand. Kleiböhmer unterstützte auch die Gründung einer  „Naturfördergesellschaft“, die – analog zu einer bestehenden Wirtschaftsförderungsgesellschaft – dem Natur- und Umweltschutz einen gleichwertigen Rang verleihen sollte. Für dieses Ziel setzte er sich als aktives Mitglied der SPD in seinen politischen Kreisen ein. 1984 wurde vom Kreistag Unna beschlossen, die Naturfördergesellschaft für den Kreis Unna (NFG) ins Leben zu rufen, der zahlreiche kommunale Institutionen und Umweltvereinigungen angehörten.  
Kleiböhmer initiierte die Erstellung eines geologischen Wanderführers und war maßgeblich an der ersten Radwanderkarte des Kreises Unna beteiligt. Er publizierte diverse heimatkundliche Aufsätze und Unterrichtsmaterialien.
Wegen seines unermüdlichen Einsatzes für die Heimatpflege des Kreises Unna erhielt er am 13. Juni 1988 das Bundesverdienstkreuz am Bande aus den Händen des damaligen Landrats Rolf Tewes.
Kleiböhmer lebte mit seiner Familie in Billmerich und bis zu seinem Tode in Unna.

## Veröffentlichungen

### Monografien
- Foliensammlungen für den Politik-, Heimatkunde- und Staatsbürgerkunde-Unterricht/Sekundarstufe und Grundschule, Stopp Verlag, 1984.
- Die Struktur der Land- und Forstwirtschaft und deren Entwicklungsmöglichkeiten im Bereich des Landschaftsplanes Raum Holzwickede, Kreis Unna. Landwirtschaftskammer Westfalen Lippe, 1987.
- Holzwickede – fortschrittliche, kreisangehörige Gemeinde am Rande des Reviers, Mitarbeit Schwager, Friedrich-Wilhelm, 1987.

### Beiträge in Zeitschriften und Sammelwerken (Auswahl)
- So wurde und wuchs der Kreis Unna. In: Heimatbuch Kreis Unna, Bd.  1, 1980, S. 11.
- Turmhoch über Normal-Null, Gelände- und Bauwerkshöhen im Kreis Unna. In: Heimatbuch Kreis Unna, Bd. 3, 1982, S. 84–85.
- Geologische Betrachtung. In: Heimatbuch Kreis Unna, Bd. 4, 1983, S. 84.
- Gründung des Heimatvereins Frömern. In: Hellweger Anzeiger, September 1984.
- Seit 1929 ist es amtlich: Die Emscher entspringt auf Holzwickeder Flur. In: Heimatbuch Kreis Unna, Bd. 7, 1986, S. 77–78.
- Die lange Geschichte der Holzwickeder Kohlenflöze. In: Heimatbuch Kreis Unna, Bd. 8, 1987, S. 106–110.